# 1992年バルセロナオリンピックのカナダ選手団
1992年バルセロナオリンピックのカナダ選手団（1992ねんバルセロナオリンピックのカナダせんしゅだん）は、1992年7月25日から8月9日にかけてスペインのカタルーニャ州バルセロナで開催された1992年バルセロナオリンピックのカナダ選手団、およびその競技結果。

## 概要
今大会は金メダル7個、銀メダル4個、銅メダル7個の合計18個のメダルを獲得した。

## メダル
| メダル | 選手名 | 競技                       | 種目                     |
| ------ | --- | -------------------------- | ------------------------ |
| 金     | マーク・マッコイ                                                                                               | 陸上                       | 男子110mハードル         |
| 金     | マーク・テュークスバリー                                                                                       | 競泳                       | 男子100m背泳ぎ           |
| 金     | シルビー・フレシェット                                                                                         | シンクロナイズドスイミング | 女子ソロ                 |
| 銀     | ギヨーム・ルブラン                                                                                             | 陸上                       | 男子20km競歩             |
| 銀     | ペニー・ビラゴス ビッキー・ビラゴス                                                                            | シンクロナイズドスイミング | 女子デュエット           |
| 銅     | アンジェラ・チャーマーズ                                                                                       | 陸上                       | 女子3000m                |
| 銅     | マーク・テュークスバリー ジョナサン・クリーブランド マーセル・ゲリー スティーブン・クラーク トム・ポンティング | 競泳                       | 男子4×100mメドレーリレー |
| 銅     | ニコラス・ギル                                                                                                 | 柔道                       | 男子86kg以下級           |